# Katarina Selič
Sestra Teodora rojena Katarina Selič, slovenska redovnica, šolska sestra sv. Frančiška, * 26. september 1905, Sevnica, † 29. december 1982, Trst. 
Leta 1921 prišla v Trst, kjer ji je Marijina družba pod vodstvom duhovnika Franca Guština nudila vso pomoč ter bila leta 1930 sprejeta v zavod šolskih sester v Tomaju. Po prvih zaobljubah je 1931 odpotovala v Egipt. V Kairu so imele šolske sestre svojo podružnico v kateri so nudile slovenskim dekletom varstvo in pomoč (sedaj pa skrbijo predvsem za egiptovske in druge študente). Tu je delovala 42 let. Opravljala je hišna dela, se posvečala bolnim in revnim ter vodila petje in družabne prireditve. Zadnja leta življenja je preživela v provincionalnem domu šolskih sester v Trstu. 